# Брилівка (Білоцерківський район)
Брилі́вка — село в Україні, в Ставищенській селищній громаді Білоцерківського району Київської області. Розташоване на обох берегах річки Гнилий Тікич (притока Тікичу) за 13 км на схід від смт Ставище. Населення становить 829 осіб.

## Історія
При селі давнє замковище на правому березі річки Гнилий Тікич, біля впадіння річки Красилівки. 
|  | Замок был обведен в круг и доселе видными валами, и палисадом. |

За переказом побудував замок козацький старшина Боняк у XVII столітті, який мав на щоці особливу прикмету — лунину у вигляді миші, та шість пальців на правій руці. Не маючи змоги захиститися від якогось супротивника, він сам свій замок і спалив. По ліву сторону Гнилого Тікича, на узвишші навпроти старого замковища, відкрита яма, яка слугує входом в невелику печеру, кільцеподібно влаштовану, а звідси є інший хід в просту печеру, але остання засипана піском, тому подальший напрямок та протяжність невідомі. Під валами замковища, за даними місцевих жителів також повинні знаходитись печери. На полях Брилівки та Антонівки примітні вали, які йдуть у різних напрямках. Здається, вони сполучені між собою і з тими, які знаходяться в Ставищах. На той час кількість мешканців налічувалося 1051, у тому числі «вісімь латинствующихъ» (1864 р.).
Перша згадка про село датується 1765 роком. Село раніше мало назву Буркатівка, на честь шляхтича Бурката, який мешкав тут у XVIII столітті. Але сама назва села Брилівка має давню історію.
У 1767 році побудована Церква в ім'я Іоанна Богослова, дерев'яна, 6-го класу; землі має з хутором 93 десятин.
За адміністративним поділом у XVI—XVIII століттях у складі  Брацлавського воєводства, у XIX столітті — у Таращанському повіті.
За адміністративним поділом у XX—XXI століттях — у Ставищенському районі.
17 липня 2020 року, в результаті адміністративно-територіальної реформи та ліквідації Ставищенського району, село увійшло до складу Білоцерківського району.

## Галерея

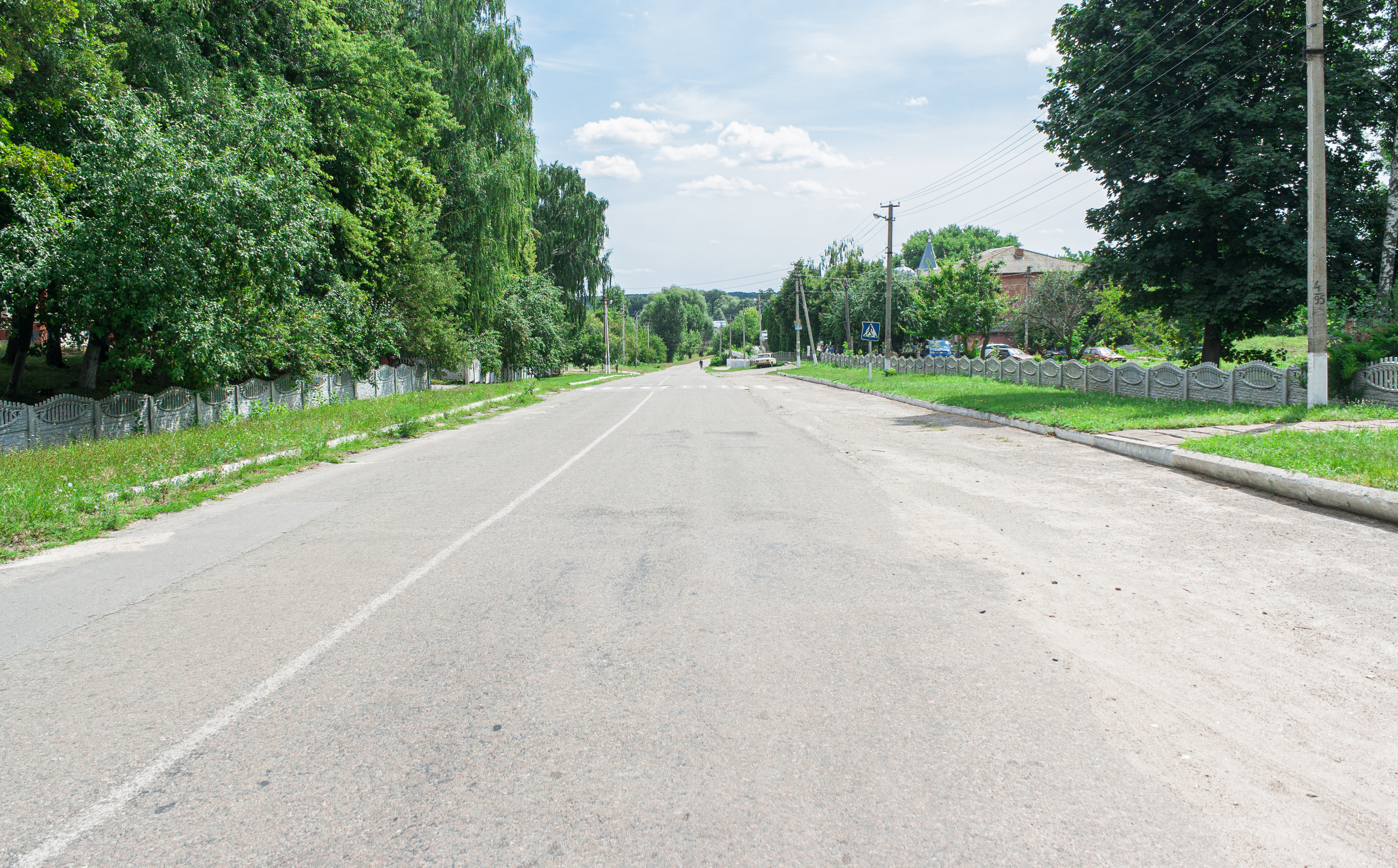
Вулиця Вишнева
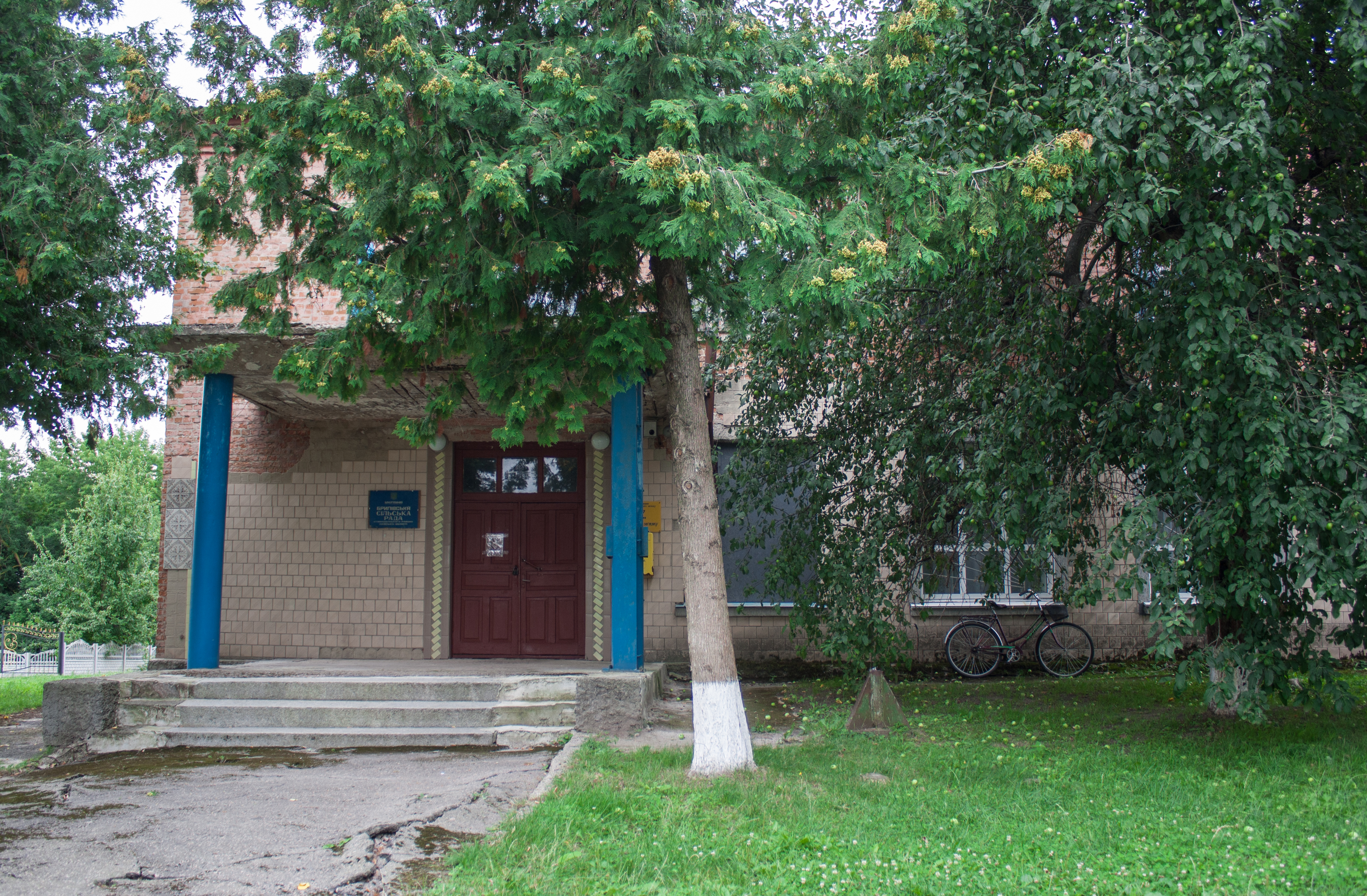
Сільська рада
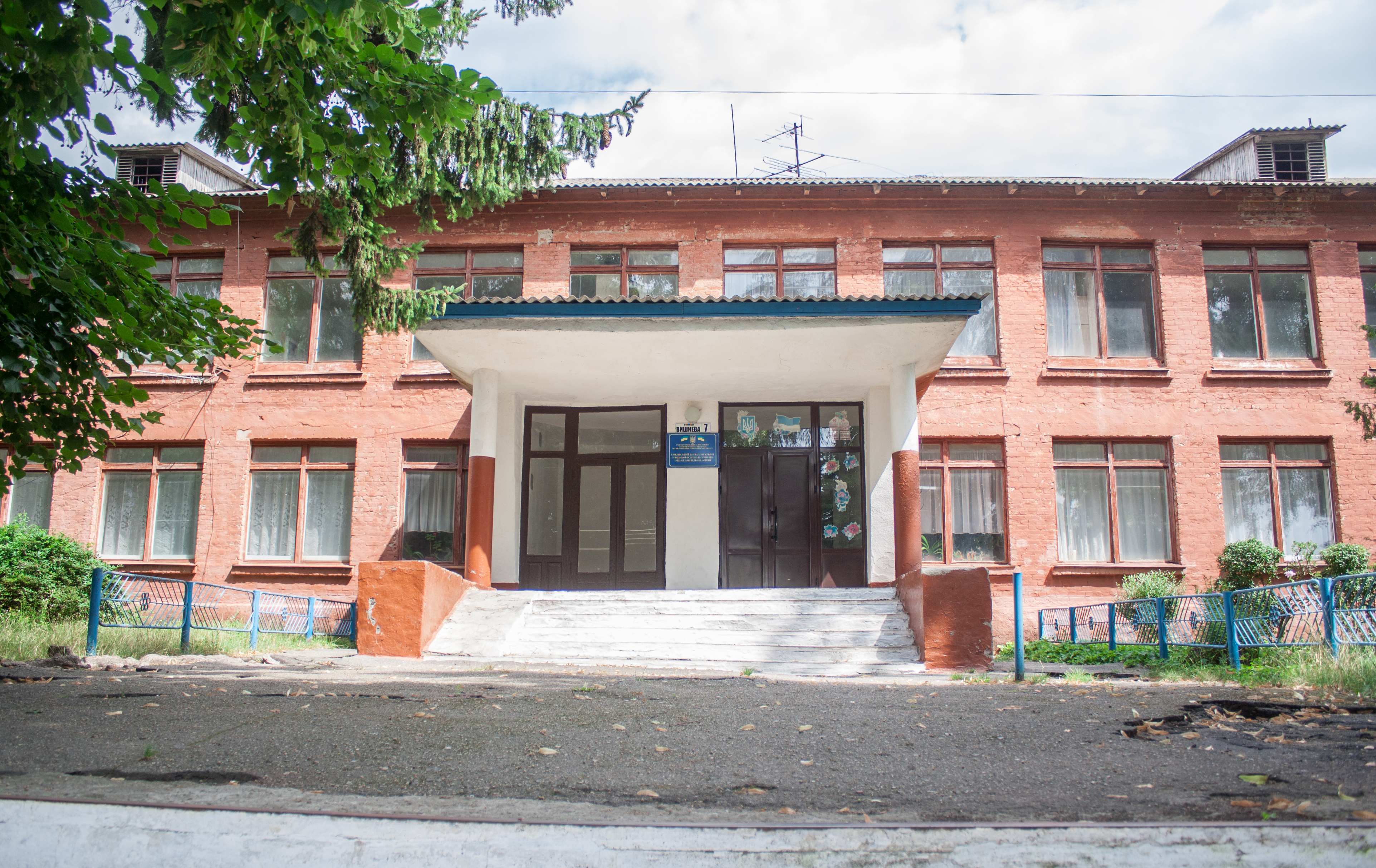
Школа
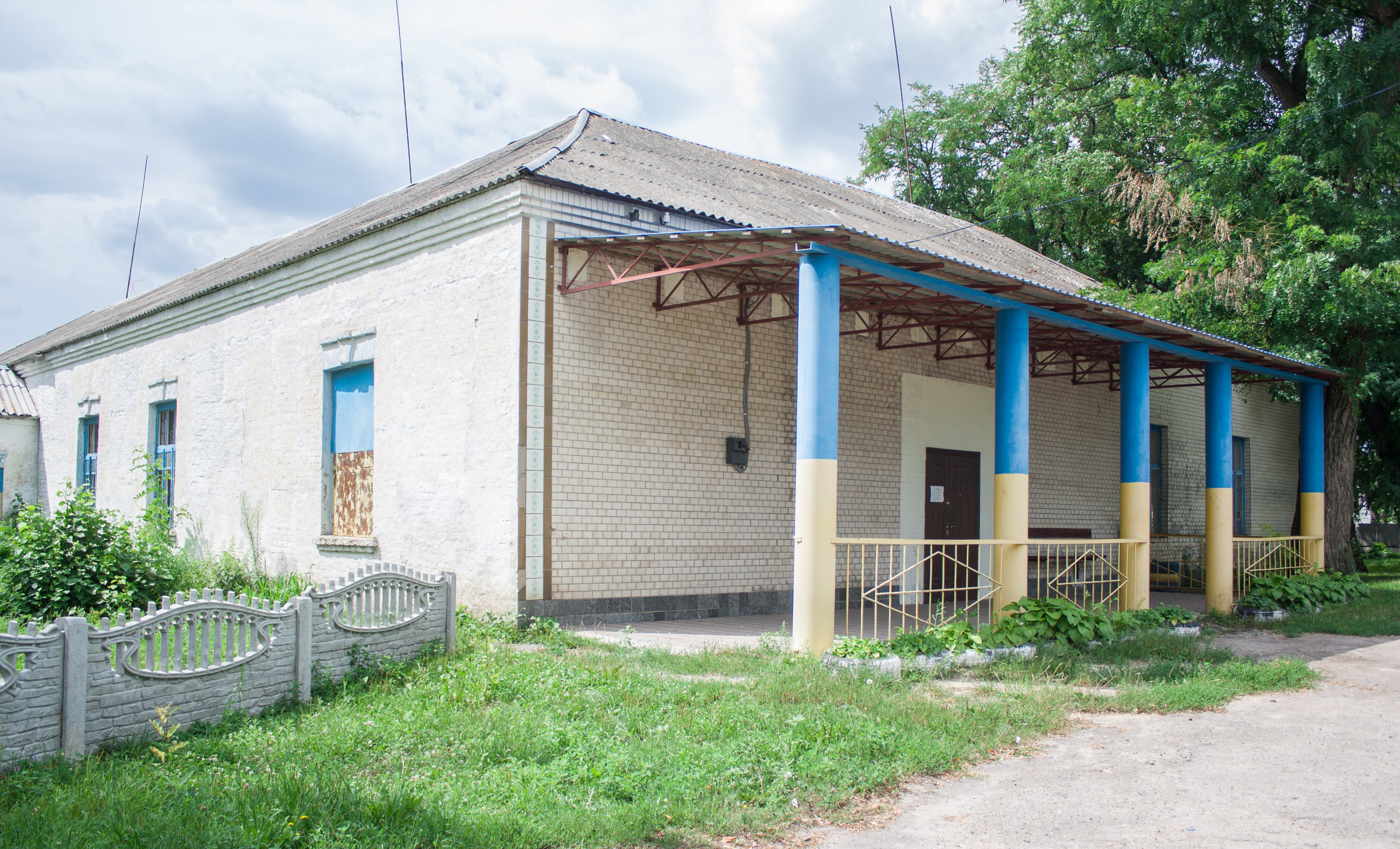
Будинок культури
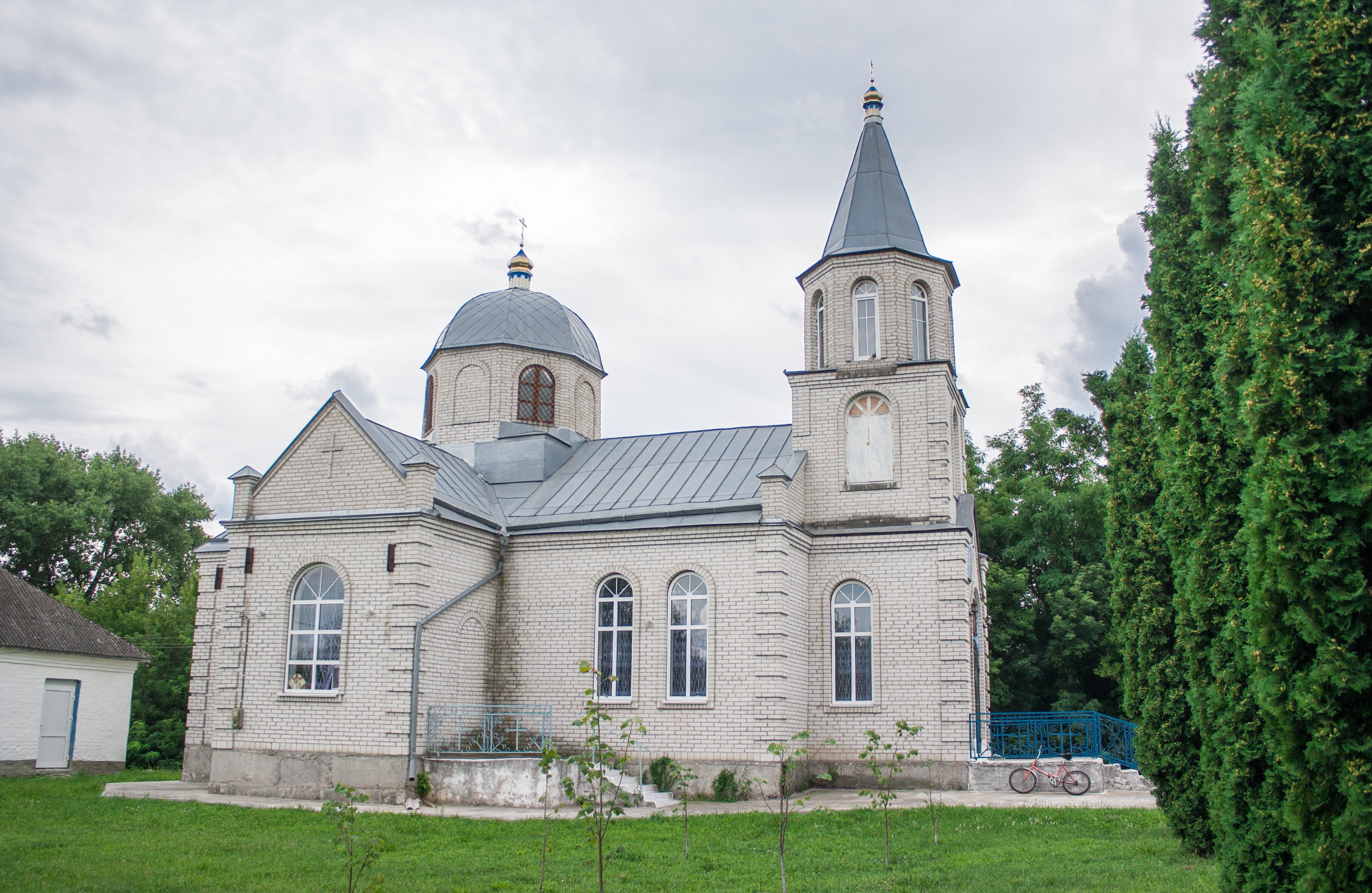
Церква
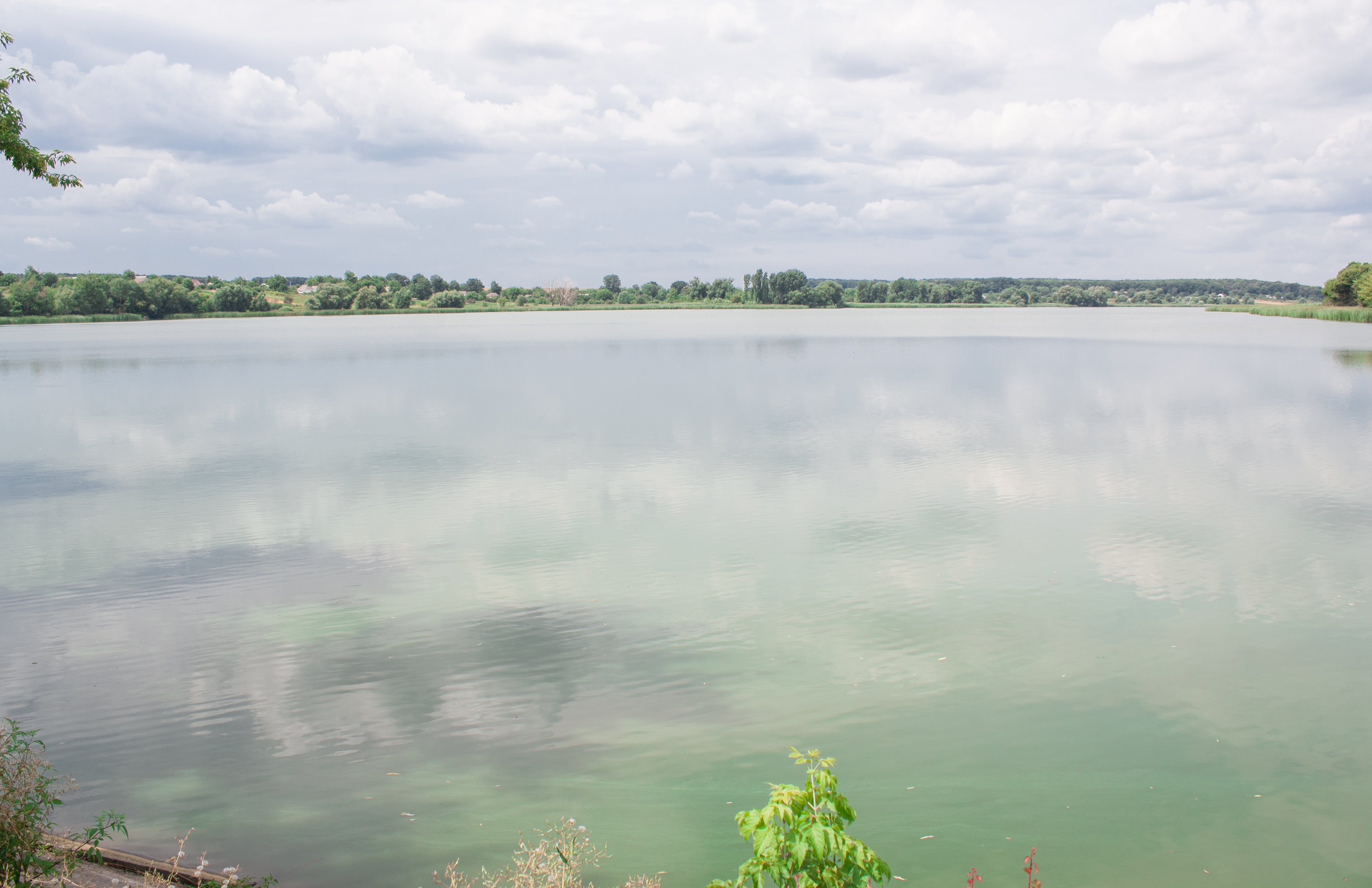
Ставок на річці Гнилий Тікич
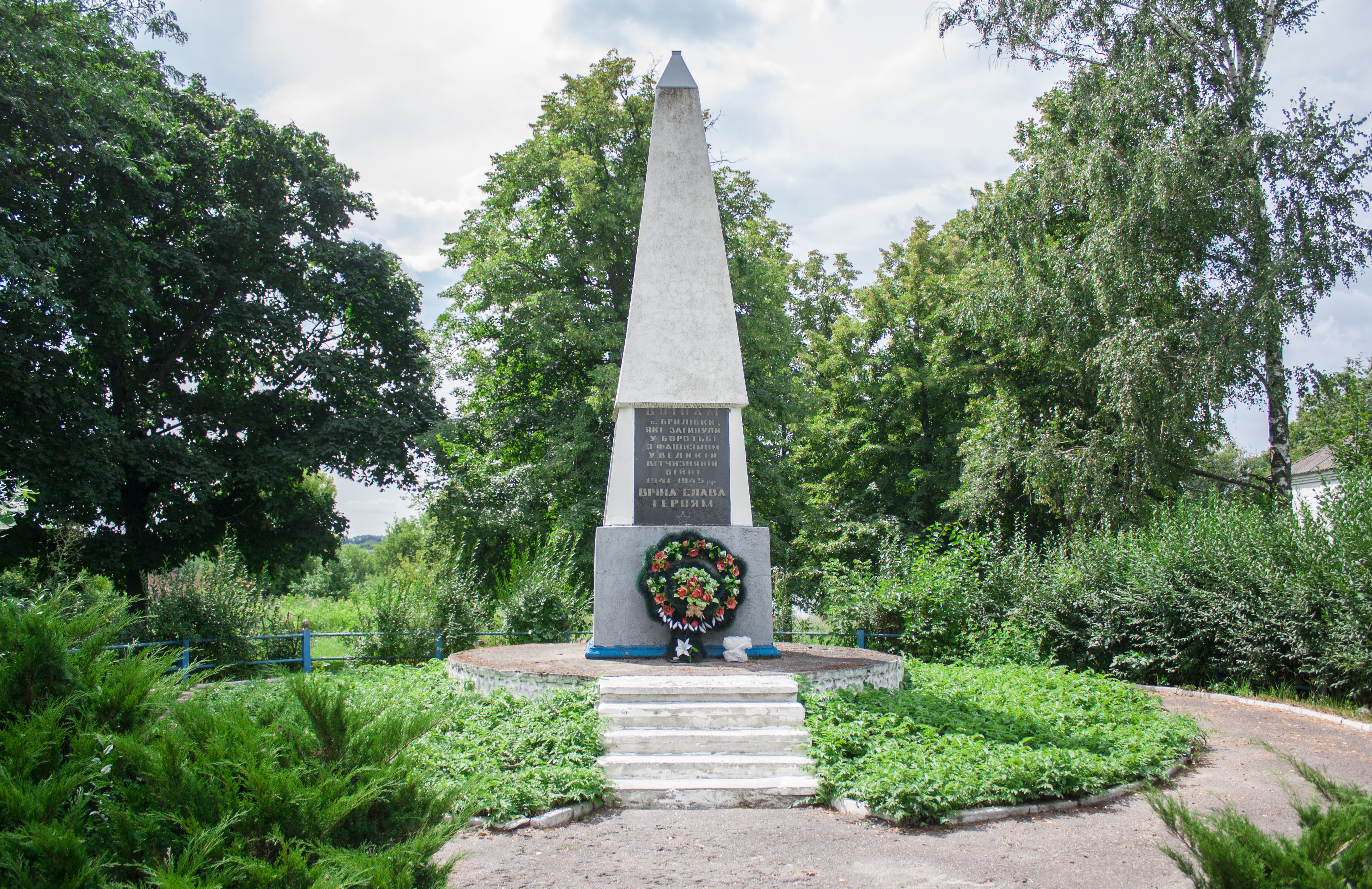
Меморіал воїнам-односельцям